# Geraldine Bazán
Rosalba Geraldine Bazán Ortiz (Cidade do México, 30 de Janeiro de 1983) é uma atriz e apresentadora mexicana.

## Biografia
Geraldine, estreou em 1989 na televisão, interpretando personagens infantis em telenovelas da Televisa como Buscando el paraíso e Corazón salvaje, juntou-se a programas infantis como "El club de Gaby" de Pedro Damián, "Espaço de Tatiana" de Gabriel Vázquez Bulman, "Clube Fanta Amigos","segredo de Guitti" e "Annie (musical)". No cinema atuou no filme "En el tiempo de las mariposas". Ao mesmo tempo, alternou em cinema, teatro e televisão e continuou em novelas "María do Barrio,  Mi pequeña traviesa e Camila enquanto nos fins de semana ela estava agindo em peças como "La Cenicienta", "Pop Corn" , "Al filo de la navaja", "Qué pasó en el apagón", e nos filmes que estrelou em "Secuestro" , "Niños de alcantarilla" e "La hacienda harujada". Ela foi contratada por TV Azteca como uma estrela em papéis juvenis, como "Catalina y Sebastián", "Ellas, inocentes o culpables", "Como en el cine" e  "Dos chicos de cuidado en la ciudad" e "los Unitários" "Lo que callamos las mujeres",  "Vivir así", "Cara a cara" e  "Sin permiso de tus padres". Ela realizou vários episódios da manhã e programas semanais, como  "Casos de la risa real", e  "Con sello de mujer" atuou em duas fotonovelas, Romeu e Julieta e uma  Boletazo  com o maestro Juan José Ulloa.

## Vida Pessoal
Geraldine, tem duas filhas com o ator Gabriel Soto, com quem foi casada de 2016 a 2017.

## Filmografia

### Telenovelas e Séries
| Ano       | Trabalho                           | Personagem                  |                        |
| --------- | ---------------------------------- | --------------------------- | ---------------------- |
| 1993-1994 | Corazón salvaje                    | Mónica (Criança)            |                        |
| 1994      | Buscando el paraíso                | Alma (Criança)              |                        |
| 1995-1996 | María la del barrio                | Teresa                      |                        |
| 1997-1998 | Mi pequeña traviesa                | Alicia                      |                        |
| 1998-1999 | Camila                             | Paola                       |                        |
| 1999      | Catalina y Sebastián               | Luisa Negrete Rivadeneira   | Co-protagonista        |
| 2000      | Ellas, inocentes o culpables       | Liliana                     | Participación especial |
| 2001-2002 | Como en el cine                    | Regina Linares/Amatista     | Participación especial |
| 2003-2004 | Dos chicos de cuidado en la ciudad | Fernanda Medina             | Antagonista            |
| 2005-2006 | Soñar no cuesta nada               | Liliana Reyes Retana        | Co-estelar             |
| 2005-2006 | El amor no tiene precio            | Elizabeth Monte y Valle     | Co-estelar             |
| 2006      | Tierra de pasiones                 | Belinda San Román           | Antagonista            |
| 2007      | Bajo las riendas del amor          | Verónica Orozco             | Co-estelar             |
| 2007-2008 | Victoria                           | Paula Mendoza               | Co-estelar             |
| 2010-2011 | Alguien te mira                    | Tatiana Wood                | Co-protagonista        |
| 2011      | Sacrificio de mujer                | Victoria 'Vicky' Lombardo   | Antagonista            |
| 2012      | La mujer de Judas                  | Emma Balmori                | Antagonista principal  |
| 2015      | Dueños del paraíso                 | Verónica Romero             | Co-estelar             |
| 2018-2019 | Por amar sin ley                   | Elena Fernández             | Antagonista principal  |
| 2018-2019 | Falsa identidad                    | Marlene Gutiérrez           | Co-protagonista        |
| 2021      | 100 días para enamorarnos          | Elisa Polanco               | Participación especial |
| 2022-2023 | Corona de lágrimas II              | Olga Ancira Cervantes #2    | Antagonista            |
| 2024-2025 | Las hijas de la señora García      | Paula Escalante de Portilla | Antagonista            |
| 2025-2026 | Mi verdad oculta                   | Larisa                      | Antagonista principal  |

### Filmes
- Espejo retrovisor (2002)
- Punto y aparte : Paloma (2002)
- En el tiempo de las mariposas (2001)
- Novia que te vea (1994)

### Realitys
- La Isla, el reality (TV Azteca, 2016)
- La Isla, el reality (TV Azteca, 2013)
- Mira Quien Baila (Univision, 2013)

## Prêmios
- Gold Aztec Award Gold Aztec Award em Los Angeles Cal. Patrimônio Hispânico
- ACE Award, Prêmio ACE New York Award para a face do ano,
- Without Limit Award , Sem Limite New York Awards para melhor desempenho feminino,
- Latino Award, New York Latino Awards, bem como desempenho feminino
- Prêmio Mara de Ouro Diamante Mara na Venezuela para a melhor atriz de TV,
- Prêmio Palmas de Oro Latinas Palmas de Oro Phoenix Ar. EUA
- Prêmio Amigos do Peru Miami Fl. USA
- Prêmio de Posters Miami Fl. USA

Ela ganhou outros 20 prêmios na Cidade do México por atuar em filmes, teatro e TV 1996-2004, incluindo Bravo, Arlequin, Gaviota, Quetzal, ACPT, APT, Anjo de Ouro, Sol de Oro, Oscarito, Gráfica Internacional, Palmas de Oro, Yahualli, Califa de Ouro, Louro Dourado, Excelsis, O Microfone de Ouro, Expolocaciones, Galardon Plaza Galerías, e Pegada Revelar na Plaza de las Estrellas na Cidade do México.

## Ligações Externas
- Géraldine Bazán. no IMDb.